# Cerkev sv. Lovrenca, Kempten
Katoliška župnijska cerkev in bazilika sv. Lovrenca je nekdanja benediktinska samostanska cerkev ukinjenega knežjega samostana Kempten. Spada v istoimensko župnijo Kempten v škofiji Augsburg. Cerkev je posvečena sv. Lavrentiju Rimskemu, sekundarna patronata sta Marijino vnebovzetje in zavetnika mesta Gordijan in Epimah. Med prebivalstvom Kemptna se cerkev pretežno imenuje bazilika sv. Lovrenca, medtem ko je v slogu cerkvene bazilike postavljena kot naslov pred imenom.
Med tridesetletno vojno je takrat 29-letni opat Roman Giel von Gielsberg začel priprave na gradnjo cerkve. Cerkev je postala ena prvih velikih cerkvenih stavb v Nemčiji po tej vojni.
Posebnost cerkve je bila delitev na kolegijsko in župnijsko cerkev. Kor pod kupolo je bil rezerviran za konvent (samostan), ločen od ostalih s korno rešetko, ladja je bila namenjena župnijski cerkvi za ljudi. Gradbeni projekt, zasnovan za ustvarjanje identitete, je karolinška aluzija na središče Aachenske stolnice, Palatinsko kapelo Karla Velikega. Leta 1969 je papež Pavel VI. župnijski cerkvi Kempten dodelil častni naziv manjša bazilika (Basilica minor).
Cerkev sv. Lovrenca stoji na prosti, pretežno naravni vzpetini na levi visoki terasi reke Iller, obkrožena s trgom Stiftsplatz na severu in zahodu ter Hildegardplatz na jugu.

## Zgodovina gradnje
Prvotno je bila nova cerkev sv. Lovrenca načrtovana kot župnijska cerkev. Samostan naj bi imel svojo kolegijsko cerkev. Akutne denarne težave so to preprečile. Šele nova cerkev je nato združevala funkcijo župnijske in samostanske cerkve.

### Napredni razvoj in predhodna cerkev
Po legendi sta sveti Magnus in njegov spremljevalec Teodor leta 725 prišla v Kempten, mesto, ki ima tako kot Trier in Augsburg dokumentirano zgodovino iz 1. stoletja pr. n. št.. Leta 752 je Audogar ustanovil samostan v Kemptnu in postal njegov prvi opat, po legendi pa je Hildegarda Vinzgauska, upodobljena v samostanskem grbu, takratnemu kraljevemu samostanu kot žena Karla Velikega leta 774 podarila sveta telesa Gordijana in Epimaha.
Obstajajo dokazi o stavbi iz 13. stoletja kot nekdanji kolegijski cerkvi na mestu današnje rezidence (Munster St. Maria) in o temeljih prejšnje župnijske ali ljudske cerkve sv. Lovrenca na istem mestu, ki verjetno izvira iz 8. ali 9. stoletje. Leta 1990 so bili z izkopavanji dokazani temelji zahodnega prizidka iz 11. ali 12. stoletja.
Leta 1632 so Švedi zasedli in oropali knežji samostan Kempten. Prebivalci reformiranega cesarskega mesta so nato sistematično in temeljito uničevali stavbe. Marienmünster, romanska bazilika z dvojnim stolpom na vzhodu, približno na lokaciji današnjega vzhodnega dvorišča rezidence, je delila usodo samostanskih poslopij. Tudi župnijska cerkev sv. Lovrenca "uff'm Berg", ki je ležala zahodno tik ob samostanskem obzidju na hribu, poznogotska stavba, je bila leta 1634 med rekonkvisto imperialistov močno poškodovana. Uničeni sta bili tudi kapela sv. Nikolaja in Hildegardina kapela na obsežnem samostanskem zemljišču.

### Novogradnja baročne kolegijske cerkve
13. aprila 1652 je bil položen temeljni kamen za novo poslopje kolegijske cerkve, po celem letu dela na novi rezidenci na vzhodu. To je na mestu starih samostanskih stavb in Marienmünstra. Zasnova celotnega kompleksa je nastala od kneza opata Romana Giela von Gielsberga, ki je kljub zapuščenim gospodarskim razmeram po koncu tridesetletne vojne deloval kot brezkompromisen, enoten graditelj. Za načrtovanje in izvedbo svojih zamisli se je posvetoval z gradbenim mojstrom iz Vorarlberga Michaelom Beerom. Ko je bila zgrajena ladja cerkve, je gradbeni mojster Michael Beer odšel. 24. marca 1654 je bil Johann Serro imenovan za njegovega naslednika. Serro je kasneje temeljito spremenil stavbo, ki je bila že obsežno dokončana. Tudi obok je bil porušen in nadomeščen z višjim banjastim obokom. Ladja je zdaj na vrhu višja za 70 centimetrov, Serro pa je dodal tudi galerijsko nadstropje in s tem povečal osmerokotnik kora. Od prvotnega gradbenega načrta je ostal le tloris. Zdaj dokončana stavba velja za samostojno rešitev Giovannija Serra in njegovega graditelja, kneza-opata Romana Giela von Gielsberga. Serro je spremenil obliko galerij; tako se je pritisk ladijskih sten preusmeril na razširjene stranske ladje.
Nova cerkev je bila v veliki meri dokončana leta 1670, do leta 1673 je bila obdelana le dvojna stolpna fasada. Konci stolpa so zaradi visokih gradbenih dolgov ostali nedokončani in so nad zvonikom prejeli le začasno streho. Na kasnejših slikah, ki so predstavljale tudi določen zunanji učinek in reprezentativnost, so bili cerkveni stolpi večinoma dokončani. Knez-opat se je moral pozneje zagovarjati pred nuncijem v Luzernu, ker je bil njegov kapitelj obtoženi ekstravagance. Leta 1671 so kneza opata odpoklicali v Rim, kjer je leta 1673 umrl.
Od leta 1660 so se začela dela za okrasitev cerkve. Štukature, poudarjene z vmesnim zlatom, je ustvaril Giovanni Zucalli med letoma 1660 in 1663. Tako kot Johann Serro prihaja iz Rovereda in je oče münchenskega gradbenega mojstra Enrica Zuccallija. Leta 1665 je bila okrasitev kora končana. Galerije orgel iz leta 1681 so bile že baročno delo v Wessobrunnu, verjetno Antona Baderja.
Impresiven je program fresk, ki jih je izdelal konstanški slikar Andreas Asper od leta 1661 do 1669 po programu kneza-opata Romana Giela von Gielsberga. Andreas Asper je bil učenec Johanna Christopha Storerja v Milanu in se je leta 1658 vrnil v Konstanco. Od Storerja se je naučil tudi tehnike freske. Zaposleni Storer za veliko naročilo v Kemptnu priporoča svojega učenca Asperja, ki je bil eden prvih slikarjev v današnji Nemčiji, ki je ponovno uvedel pozabljeno tehniko fresk severno od Alp.
Štukaturni marmor (scagliola) poševnih stebrov v koru je pred letom 1670 izdelala štukaterrska delavka, verjetno Barbara Hackl. Ustvarila je tudi plošče scagliola hrbtnih plošč kornih klopi. Tirolec Peter Pfaundler in Hans Ludwig Ertinger sta imenovana za kiparja tega dela. Ertinger je tudi ustvarjalec oltarja v severnem kraku osmerokotnika.
Prvotne korne oltarje iz časa gradnje so leta 1682 zamenjali z novimi oltarji iz štukaturnega marmorja. Veliki oltar iz rdečerjavega štukaturnega marmorja je zdaj zapolnjeval celotno vzhodno steno. Je delo Johanna Georga Haggenmillerja iz sosednjega Wiggensbacha. Oltarna slika prikazuje Marijino vnebovzetje, ki ga je prvotno naslikal münchenski dvorni slikar Johann Kaspar Sing, oltarna slika je bila zamenjana s kopijo med letoma 1780 in 1784.
Samostan se je v Knežja rezidenca, Kemptenrezidenco preselil leta 1674, nova kolegijska in župnijska cerkev je bila gotovo že v uporabi, vendar je bila praznična otvoritev pozno 12. maja 1748. Toda pred to otvoritvijo je bila faza obnove, potem ko je Füssener Johann Jakob Herkomer dodal štiri kapele v stranske ladje leta 1706 in je ladja dobila rokoko notranjost. Hkrati so na vhodu v osmerokotnik postavili stranska oltarja. Morda je bilo leto 1748 le ponovna posvetitev po obsežnih prenovah.
V stranskih ladjah in okroglih kapelah so delali štukature Johann Georg Üblher (nagrobni spomeniki, oltarji, dva stranska oltarja) in Abraham Bader, kipar Aegid Verhelst in slikar Franz Georg Hermann.

### Sekularizacija in gradbeni ukrepi
S sekularizacijo na Bavarskem, ki je leta 1802 prizadela knežje temelje, je stavba postala izključno župnijska cerkev. Leta 1830 je bil zaprt dostop iz ladje v kripto. Leta 1844 ali 1848 je kongregacija odstranila korne klopi, ki so bile močno zmanjšane in postavljene stran od sredine kora ob diagonalne stene v koru.
Zadnja faza obnove, s prvo prenovo notranjosti, se je začela leta 1864. Postavljena je bila zahodna galerija z orglami, preurejeno zahodno stopnišče pred dvojčkoma, leta 1875 je bila dozidana manjša veža. Leta 1869 je nastal južni vhod z odprtim stopniščem, vendar je bila pri tem uničena kapela s stranskim oltarjem. Leta 1900 sta bila po načrtu Huga von Höfla v neobaročni obliki dokončana cerkvena stolpa in balustrada na sredini zahodne fasade. Uporabljeni so bili različni materiali, vključno z betonom, ki ima večjo gostoto kot osnovni gradbeni materiali. Posledica tega je neugodna porazdelitev teže, kar vpliva na stabilnost. Stolpi zlahka nihajo ob močnem vetru in celo zaradi tresljajev cerkvenih zvonov. Posledica so vidne razpoke med stolpi in glavno stavbo.
Notranjost je bila obnovljena med letoma 1915 in 1927, nato pa je med letoma 1931 in 1934 sledila prenova južne fronte. Leta 1939 so zahodne orgle prejele neobaročno omaro. Leta 1964 in naslednje leto je bila prenovljena celotna zunanjost. Leta 1969 je papež Pavel VI. cerkvi podelil častni naziv Basilica minor. Od leta 1983 je potekala obsežna notranja obnova. Notranjost je bila obnovljena med letoma 1990 in 1994 ko so bile najdene barvne različice ladje in kora do prvotne različice iz 17. stoletja.
Zahodna fronta z dvojčkoma je bila obnovljena od leta 2017. Zlasti je bilo treba odstraniti in preprečiti škodo, ki je nastala zaradi poznejšega dviga dveh cerkvenih stolpov leta 1900. Razstavili in popravili so tudi orgle v cerkvi. Dela na zunanji fasadi naj bi bila končana do leta 2021. Cerkev, katere pilastri v slogu 60. let dvajsetega stoletja simulirajo obloge iz naravnega kamna z različnimi barvami, naj bi čim bolj obnovili prvotno podobo iz 18. stoletja.

## Opis
Ladja je dolga 40,5 metra in visoka 16,3 metra. Obe stranski ladji z galerijami sta visoki 6,80 metra. Osmerokotni prerez, približno enake širine, ima 42 metrov visoko kupolo. Osmerokotna kupola se razteza nad osrednjim korom. Za ladjo je značilno dvostolpno pročelje, stolpi so visoki po 65 metrov.

## Oprema
V cerkvi sv. Lovrenca je skupaj 15 oltarjev. Sedem jih stoji v stranskih kapelah in po štirje oltarji v koru in v ladji. Najstarejši oltar je Ablösealtar v severnem kraku kora. Najnovejši oltar je slavnostni oltar z Lovrencovo relikvijo iz leta 1995. Klopi v ladji so s konca 17. stoletja. V koru so na novo izdelane na sodoben način. Klopi imajo ukrivljena lica z reliefno izrezljano akantovo obliko in zvitimi jonskimi stebri ter kroglastimi kapami.

### Kor
V vzhodnem kraku kora stoji veliki oltar Johanna Georga Haggenmillerja iz leta 1682, ki v celoti zapolnjuje vzhodno steno. Po tradiciji Marienmünstra, ki je bil uničen v tridesetletni vojni, sta ta in kor posvečena Mariji. Marija je zavetnica benediktinskega reda. Oltarna slika prikazuje Marijino vnebovzetje in jo je kot kopijo leta 1780/84 ustvaril Michael Koneberg. Original Kasparja Singa je bil pokvarjen in je bil zamenjan.
Kastulov oltar je v južnem kraku kora. Vsebuje dele prejšnjega velikega oltarja.
Korne klopi so postavljene ob stene kora. Prvotno so stale med stebri. Rezbarije pripisujejo Johannu Ludwigu Ertingerju. "Frau Stuckhatorin" je ustvarila plošče scagliola kot vložke od približno 1670 do 1678. Veljajo za redkost »visoke umetniške vrednosti«. Ilustracije prikazujejo arhitekturo in pokrajine, na treh ploščah so prikazani samostanski grb in grba kneza-opata Romana Giela von Gielsberga in kardinala Bernharda Gustava von Baden-Durlacha. Vložke v številne stebre je verjetno izdelala ista oseba. Ni jasno, kdo točno je bila gospa Stuckhatorin. V obtoku sta dve imeni, Barbara Hackl iz Münchna (znana tudi kot Barbara Fistulator) ali Maria Salome Freismich, domačinka. Barbara Hackl se tradicionalno omenja v literaturi, Maria Salome Freismich pa se omenja v številnih raziskavah.
Tridelna, kovana rešetkasta korna pregrada pod slavolokom je izrezana v obliki školjk. Nad osrednjim delom, ki je v perspektivi, je pritrjen grb kneza opata Engelberta von Syrgensteina. Izdelan je bil med letoma 1757 in 1760.

### Glavna ladja
Nasproti prižnice je razpelo iz 17. stoletja s figurama Marije in Janeza iz leta 1889.
V ladji sta Rožni venec in Lovrencov oltar.
Prižnico iz rdečerjavega štukaturnega marmorja so postavili pod knezom opatom Rupertom von Bodmanom. Njegov grb držita dva putta. Na zadnji steni je na frizu napis 1685. Nad zaobljenim dnom s kartušami angelove glave je vzdolžna košara s tremi ali enim okroglim ločnim poljem med stebri treh. Nad stranskimi volutastimi konzolami je pravokotna zvočna plošča z golobom Svetega Duha. Glave angela so pritrjene pod odmikom. Nad zlato uokvirjenim vrhom je postavljen angel, obdan s štirimi akantovimi volutami. Pod prižnico je Kristus, ki nosi križ iz delavnice Jörga Ledererja. Ta figura je iz leta 1520.

### Stranske ladje
Med dvojnimi stebri so tri spovednice. Srednje so bile postavljene pod knezom opatom Engelbertom von Syrgensteinom, v treh delih so ukrivljene z bogato rezbarijo školjk.  Pod severnim stolpom je v 19. stoletju spremenjena spovednica - na osrednjem delu ima rokoko rezbarije.

## Orgle
Sv. Locrenc ima troje orgel: glavne orgle so na zahodni galeriji in dvoje v zborovskem delu. V letih 2017 do 2021 je bil prenovljen celoten orgelski sistem.
Glavne orgle segajo k Eberhardu Friedrichu Walckerju, ki je med letoma 1864 in 1866 ustvaril delo na novozgrajeni zahodni galeriji. Romantično aranžirano stožčasto glasbilo je imelo 36 registrov na dveh manualih in pedalu. Glasbilo je bilo mehansko gnano.
Od leta 1938 do 1940 je orgle elektro-pnevmatsko predelal Josef Zeilhuber, pri čemer je uporabil skoraj vse Walckerjeve cevi in vetrobrane. Orgle so bile razširjene s 3. manualom in dobile novo konzolo. Kipar Hans Miller (München) je oblikoval nov neobaročni prospekt in lutko Rückpositiv, ki danes ne obstaja več. Od leta 1963 so lahko oboje orgel na pevskem koru igrali iz glavnih orgel.
Od leta 2018 do 2020 je podjetje Lenter zaradi tehničnih okvar prenovilo in reorganiziralo glavne orgle (63/III), da bi združili vsebino Walckerja in Zeilhuberja v skladen zvok.
Leta 2021 so obnovili orgle zbora. Severne orgle (Marienorgel) iz delavnice Lenter (18/II) temeljijo na dispoziciji baročnih predhodnic in se lahko igrajo z glavnih orgel za podporo zborovskemu petju. Južne orgle (Lovrencove orgle) je zgradil Rowan West (13/I) v visokobaročni zasnovi s srednjim uglasitvijo.
- Glavne orgle
- Pevske orgle levo in desno
- Severne pevske orgle

## Zakristije
V cerkvi je bilo postavljenih več zakristij. Velika zakristija povezuje cerkev s Rezidenco. Opremil ga je Rupert von Bodman, prejela pa je slike apostolov nad omarami na južni steni. Pred njo je izrezljana Madona. Oltarju podoben lavabo iz štukaturnega marmorja iz let 1760/62 med okni pripisujejo štukaterju Johannu Georgu Üblherju, po možnosti s sodelovanjem njegovega naslednika dvornega štukaterja Johanna Georga Wirtha. Tako imenovane male zakristije so na severni in jugozahodni strani pevskega osmerokotnika.

## Grobnica in kripta
Pod korom je kripta, ki se uporablja tudi za bogoslužje. V njej so četrte orgle. Za oltarjem okoli nekdanjega stopnišča v osrednjo ladjo je šest poznosrednjeveških nagrobnih plošč knezov opatov, ki so bile rešene iz Marienmünstra, cerkve ki je bila uničena v tridesetletni vojni. Na delno močno preperelih peščenjakovih ploščah so vidna imena in grbi opatov, knezov in kolegialnih dekanov.